# Metoda wirtualna
Metoda wirtualna (funkcja wirtualna) to metoda, która może zostać nadpisana w klasach dziedziczących. Metody wirtualne umożliwiają polimorfizm.

## Właściwości

### C++
- Są deklarowane przy użyciu słowa kluczowego virtual[5].
- Metoda wirtualna nie może być zadeklarowana jako statyczna (static)[6].
- Jeśli metoda wirtualna została zaimplementowana w jakimkolwiek wyższym poziomie dziedziczenia (w szczególności w klasie bazowej całej struktury dziedziczenia), nie jest konieczne podawanie implementacji w klasie pochodnej[7].
- Słowo kluczowe virtual można pominąć w deklaracjach w klasach pochodnych.
- Słowo kluczowe virtual określa się tylko w deklaracji metody, nie określa się tego w definicji (chyba że deklaracja jest jednocześnie definicją, co ma miejsce gdy implementacja metody zostanie określona w ciele klasy).
- Jeśli w klasie jest zadeklarowana jakakolwiek metoda wirtualna, zaleca się aby destruktor w tej klasie również określić jako wirtualny.

### Java
- W Javie domyślnie wszystkie metody są wirtualne.

### C#
- W C# domyślnie metody nie są wirtualne[8]. Metody wirtualne muszą zostać zadeklarowane przy użyciu słowa kluczowego virtual.

## Zastosowania
- Rozszerzalność kodu. Polimorfizm umożliwia rozszerzanie nawet skompilowanych fragmentów kodu.
  - Pozwala na rozszerzalność kodu również wtedy, gdy dostępna jest jedynie skompilowana wersja klasy bazowej.
- Zwalnia programistę od niepotrzebnego wysiłku. 
  - Programista nie musi przejmować się tym, którą z klas pochodnych aktualnie obsługuje, a jedynie tym, jakie operacje chce na tej klasie wykonać.
  - Programista myśli co ma wykonać a nie jak to coś wykonać - nie musi się przejmować szczegółami implementacyjnymi.

## Czysta wirtualność
Określa to, że metoda z klasy bazowej deklarująca metodę wirtualną nigdy nie powinna się wykonać. W efekcie klasa taka staje się klasą abstrakcyjną, a więc nie jest możliwe stworzenie obiektu tej klasy. Klasa taka służy zdefiniowaniu pewnego interfejsu i jest przeznaczona jedynie do tego, by od niej dziedziczyć.
W przykładzie poniżej, o ile mogą istnieć figury będące kwadratami, kołami itp. to nie powinien istnieć żaden obiekt klasy Figura. Figura jest tutaj pewnym abstrakcyjnym określeniem, natomiast dziedziczenie po tej klasie i rozszerzeniu jej o inne elementy (dane i metody) powoduje, że mamy do czynienia już z konkretną figurą geometryczną. Metodę czysto wirtualną w języku C++ deklaruje się tak:
```
 
class
 
Figura
 

 
{

   
public
:

     
virtual
 
float
 
pole
()
 
=
 
0
;

 
};

```

Taka deklaracja metody wirtualnej zmusza jednocześnie do określenia metody float pole() na jednym z poziomów dziedziczenia. Nie jest możliwe pominięcie takiej implementacji.
Jednocześnie taka deklaracja uniemożliwia stworzenie jakiegokolwiek obiektu klasy Figura np.: Figura mojObiekt;.

## Przykład wC++
```
 
#include
 
<iostream>

 
const
 
float
 
pi
 
=
 
3.14159
;

 
class
 
Figura
 
{

   
public
:

     
virtual
 
float
 
pole
()
 
const
 
{

       
return
 
-1.0
;

     
}

 
};

 
class
 
Kwadrat
 
:
 
public
 
Figura
 
{

   
public
:

     
Kwadrat
(
 
const
 
float
 
bok
 
)
 
:
 
a
(
 
bok
 
)
 
{}

     
float
 
pole
()
 
const
 
{

       
return
 
a
 
*
 
a
;

     
}

   
private
:

     
float
 
a
;
 
// bok kwadratu

 
};

 
class
 
Kolo
 
:
 
public
 
Figura
 
{

   
public
:

     
Kolo
(
 
const
 
float
 
promien
 
)
 
:
 
r
(
 
promien
 
)
 
{}

     
float
 
pole
()
 
const
 
{

       
return
 
pi
 
*
 
r
 
*
 
r
;

     
}

   
private
:

     
float
 
r
;
 
// promien kola

 
};

 
void
 
wyswietlPole
(
 
Figura
&
 
figura
 
)
 
{

   
std
::
cout
 
<<
 
figura
.
pole
()
 
<<
 
std
::
endl
;

   
return
;

 
}

 
int
 
main
()
 
{

   
// deklaracje obiektow:

   
Figura
 
jakasFigura
;

   
Kwadrat
 
jakisKwadrat
(
 
5
 
);

   
Kolo
 
jakiesKolo
(
 
3
 
);

   
Figura
*
 
wskJakasFigura
 
=
 
0
;
 
// deklaracja wskaźnika

   
// obiekty -------------------------------

   
std
::
cout
 
<<
 
jakasFigura
.
pole
()
 
<<
 
std
::
endl
;
 
// wynik: -1

   
std
::
cout
 
<<
 
jakisKwadrat
.
pole
()
 
<<
 
std
::
endl
;
 
// wynik: 25

   
std
::
cout
 
<<
 
jakiesKolo
.
pole
()
 
<<
 
std
::
endl
;
 
// wynik: 28.274...

   
// wskazniki -----------------------------

   
wskJakasFigura
 
=
 
&
jakasFigura
;

   
std
::
cout
 
<<
 
wskJakasFigura
->
pole
()
 
<<
 
std
::
endl
;
 
// wynik: -1

   
wskJakasFigura
 
=
 
&
jakisKwadrat
;

   
std
::
cout
 
<<
 
wskJakasFigura
->
pole
()
 
<<
 
std
::
endl
;
 
// wynik: 25

   
wskJakasFigura
 
=
 
&
jakiesKolo
;

   
std
::
cout
 
<<
 
wskJakasFigura
->
pole
()
 
<<
 
std
::
endl
;
 
// wynik: 28.274...

 

   
// referencje -----------------------------

   
wyswietlPole
(
 
jakasFigura
 
);
 
// wynik: -1

   
wyswietlPole
(
 
jakisKwadrat
 
);
 
// wynik: 25

   
wyswietlPole
(
 
jakiesKolo
 
);
 
// wynik: 28.274...

   
return
 
0
;

 
}

```

W przykładzie znajdują się deklaracje 3 klas: Figura, Kwadrat i Kolo. W klasie Figura została zadeklarowana metoda wirtualna (słowo kluczowe virtual) virtual float pole(). Każda z klas pochodnych od klasy Figura ma zaimplementowane swoje metody float pole(). Następnie (w funkcji main) znajdują się deklaracje obiektów każdej z klas i wskaźnika mogącego pokazywać na obiekty klasy bazowej Figura.
Wywołanie metod składowych dla każdego z obiektów powoduje wykonanie metody odpowiedniej dla klasy danego obiektu. Następnie wskaźnikowi wskJakasFigura zostaje przypisany adres obiektu jakasFigura i zostaje wywołana metoda float pole(). Wynikiem jest "-1" zgodnie z treścią metody float pole() w klasie Figura. Następnie przypisujemy wskaźnikowi adres obiektu klasy Kwadrat - możemy tak zrobić ponieważ klasa Kwadrat jest klasą pochodną od klasy Figura - jest to tzw. rzutowanie w górę. Wywołanie teraz metody float pole() dla wskaznika nie spowoduje wykonania metody zgodnej z typem wskaźnika - który jest typu Figura* lecz zgodnie z aktualnie wskazywanym obiektem, a więc wykonana zostanie metoda float pole() z klasy Kwadrat (gdyż ostatnie przypisanie wskaźnikowi wartości przypisywało mu adres obiektu klasy Kwadrat). Analogiczna sytuacja dzieje się gdy przypiszemy wskaźnikowi adres obiektu klasy Kolo. Następnie zostaje wykonana funkcja void wyswietlPole(Figura&) która przyjmuje jako parametr obiekt klasy Figura przez referencję. Tutaj również zostały wykonane odpowiednie metody dla obiektów klas pochodnych a nie metoda zgodna z obiektem jaki jest zadeklarowany jako parametr funkcji czyli float Figura::pole(). Takie działanie jest spowodowane przez przyjmowanie obiektu klasy Figura przez referencję. Gdyby obiekty były przyjmowane przez wartość (parametr bez &) zostałaby wykonana 3 krotnie metoda float Figura::pole() i 3 krotnie wyświetlona wartość -1.
Wyżej opisane działanie zostało spowodowane przez określenie metody w klasie bazowej jako wirtualnej. Gdyby zostało usunięte słowo kluczowe virtual w deklaracji metody w klasie bazowej, zostałyby wykonane metody zgodne z typem wskaźnika lub referencji, a więc za każdym razem zostałaby wykonana metoda float pole() z klasy Figura.